# تسیمرشید
تسیمرشید (به آلمانی: Zimmerschied) یک شهر در آلمان است که در Verbandsgemeinde Nassau واقع شده‌است. تسیمرشید ۹۱ نفر جمعیت دارد.